# Vefa de Bellaing
Vefa de Bellaing (Carhaix-Plouguer, 1909 – 16 d'abril de 1998) fou una escriptora i intel·lectual bretona. Va viure molts anys a Saint-Brieuc i sempre destacà com a militant incansable de la llengua i cultura bretones. Amb Herry Caouissin i Ronan Caouissin van fundar el novembre de 1940 la revista Ôlolé, diari de tires còmiques destinat als infants bretons. Alhora, va publicar poemes en bretó a la revista Al Liamm amb el pseudònim Soaz Kervahe.
Amant de la música, també treballà en la realització d'un Dictionnaire des compositeurs de musique en Bretagne, que aplega més de 200 compositors, des de l'Edat Mitjana fins avui. Va rebre l'orde de l'Hermini el 1988. També es va fer càrrec dels cursos de bretó Skol Ober després de la mort de Marc'harid Gourlaouen el 1987.